# 伊藤忠ハウジング
伊藤忠ハウジング株式会社（いとうちゅうハウジング）は、伊藤忠商事系列の日本の不動産会社。グループ会社である伊藤忠商事及び伊藤忠都市開発並びに、その他事業主が開発した分譲マンション・一戸建ての販売を行っている。

## 沿革
- 1970年 - 伊藤忠グループの中心的な不動産販売会社として設立。

## 関連会社
- 伊藤忠商事
- 伊藤忠都市開発
- 伊藤忠アーバンコミュニティ
- センチュリー21・ジャパン